# Kermadecazoon exallos
Kermadecazoon exallos is een mosdiertjessoort uit de familie van de Bitectiporidae. De wetenschappelijke naam van de soort is, als Lagenicella exallos, voor het eerst geldig gepubliceerd in 1984 door Gordon.